# Musikjahr 1708
Liste der Musikjahre

◄◄ | ◄ | 1704 | 1705 | 1706 | 1707 | Musikjahr 1708 | 1709 | 1710 | 1711 | 1712 | ► | ►►

Weitere Ereignisse
Dieser Artikel behandelt das Musikjahr 1708.

## Ereignisse

### Johann Sebastian Bach
- 04. Februar: Johann Sebastian Bachs Kirchenkantate Gott ist mein König (BWV 71) wird anlässlich des Ratswechsels in der Freien Reichsstadt Mühlhausen uraufgeführt. Es ist die einzige aus dieser Zeit als Druck erhaltene Kantate.
- 00. Juni: Bach reist im Zusammenhang mit dem Abschluss der Renovierungsarbeiten an der dortigen Orgel nach Weimar und spielt vor dem Herzog Wilhelm Ernst. Dieser bietet ihm die Stelle als Hoforganist und Kammermusiker mit einem Gehalt von 150 Gulden zuzüglich Naturalien an.
- 25. Juni: Ein großer Stadtbrand hat zu einer Verteuerung der Lebenshaltungskosten geführt, so dass Bach – kaum ein Jahr nach seinem Amtsantritt in Mühlhausen – um seine Entlassung als Organist der Divi-Blasii-Kirche bittet. Sein Nachfolger wird Johann Friedrich Bach, Sohn des Johann Christoph Bach. Der Stadt Mühlhausen bleibt Johann Sebastian Bach weiterhin verbunden: Auch in den beiden Folgejahren bekommt er Aufträge für Ratswechselkantaten, die gleichfalls auf Kosten der Stadt gedruckt werden, aber verschollen sind.
- 26. Juni: Seine Bitte um Entlassung aus dem Dienst in Mühlhausen begründet Bach mit dem Hinweis auf seinen „Endzweck, nemlich eine regulirte kirchen music zu Gottes Ehren“.
- Erste Julihälfte: Bach übersiedelt mit seiner schwangeren Gattin nach Weimar, zieht in das Haus ein, in dem bis 1705 der Komponist und Violinist Johann Paul von Westhoff gewohnt hat und wird Organist und Konzertmeister am Weimarer Hof.
- 29. Dezember: Maria Barbara Bachs und Johann Sebastian Bachs erste Tochter Catharina Dorothea Bach (1708–1774) wird getauft.
- Bach komponiert in Weimar die Toccata C-Dur. Er ist dabei im Stil stark von Dietrich Buxtehude beeinflusst.
- Belegt sind für das laufende Jahr auch Orgelbegutachtungen Bachs in der Blasiuskirche Mühlhausen und in der Veitskirche Ammern.

### Arcangelo Corelli
- 00. April: Der Konzertmeister der französischen Nationalkirche San Luigi dei Francesi in Rom, Arcangelo Corelli, wirkt in mehreren Aufführungen von Georg Friedrich Händels Werken mit und leitet am 8. April im Palazzo Bonelli die Uraufführung von dessen Oratorium La Resurrezione.
- 00. Mai: Einen Monat später kommt Corelli einer Bitte des deutschen Kurfürsten Johann Wilhelm von der Pfalz nach und komponiert für diesen ein Kammerkonzert. Als Dankeschön verleiht ihm der Kurfürst den Titel eines Marques de Ladenburg.

### Georg Friedrich Händel
- Georg Friedrich Händel macht auf seiner großen Studienreise durch Italien von Florenz kommend im Februar Station in Rom, Ende April ist er in Neapel, im Juli wieder in Rom und hier verbringt er den Rest des Jahres.
- 00. Januar und Februar: Händels dritte Oper Der beglückte Florindo und seine vierte Oper Die verwandelte Daphne, beide auf ein Libretto von Hinrich Hinsch und beide 1706 in Hamburg komponiert, haben ihre Uraufführung am Theater am Gänsemarkt in Hamburg. Beide Werke gelten heute als großteils verschollen.
- 08. April: Das Oratorium La Resurrezione wird unter der Leitung von Arcangelo Corelli in Rom im privaten Rahmen uraufgeführt und am nächsten Tag wiederholt.
- 19. Juli: Aci, Galatea e Polifemo, eine dramatische Kantate bzw. eine Serenata a tre in einem Teil von Händel mit einem Libretto von Nicola Giuvo, wird in Neapel zur Hochzeit von Tolomeo Saverio Gallio, dem Herzog von Alvito, mit Beatrice Tocco di Montemiletto uraufgeführt.

### Alessandro Scarlatti
- Alessandro Scarlatti, der sich von April 1703 bis 1708 überwiegend in Rom aufgehalten hatte, kehrt nach Neapel zurück.
- 01. Dezember: Nach dem Ende der spanischen Herrschaft in Neapel wird Scarlatti vom österreichischen Vizekönig, Kardinal Vincenzo Grimani (1655–1710), erneut zum Kapellmeister der Cappella Reale ernannt.

### Georg Philipp Telemann
- 00. Dezember: Georg Philipp Telemann, der 1706 das vom Einmarsch der schwedischen Armee bedrohte Sorau verlassen hat und nach Eisenach gegangen ist, wird Konzertmeister und Kantor am Hof des Herzogs Johann Wilhelm.
- Telemann gründet ein Orchester und musiziert oft gemeinsam mit Pantaleon Hebenstreit.
- Außerdem trifft Telemann auf den Musiktheoretiker und Organisten Wolfgang Caspar Printz sowie auf Johann Bernhard und Johann Sebastian Bach.

### Weitere Ereignisse
- Gaetano Berenstadt gibt sein Bühnendebüt vermutlich als Orondate in der Oper Le regine di Macedonia von Marc’Antonio Ziani, die am Teatro San Bartolomeo in Neapel uraufgeführt wird. Im Libretto wird er als Gaetano Beynstetter angekündigt.
- Antonio Caldara komponiert für Kaiser Karl VI. den 2. Akt der Oper L’Atenaide.
- Francesco Gasparini schreibt in Venedig eine Generalbaßschule, die noch bis 1839 nachgedruckt wird.
- Arp Schnitger wird zum königlich preußischen Hoforgelbauer ernannt, eine Position, die er bis 1714 innehat.
- Der italienische Komponist, Diplomat und katholische Titularbischof Agostino Steffani wird nach Rom gesandt, um im Streit zwischen Kaiser Joseph I. und Papst Clemens XI. wegen der Besetzung der zum Kirchenstaat gehörenden italienischen Grafschaft Comacchio zu vermitteln.

### Uraufführungen

#### Bühnenwerke

##### Oper

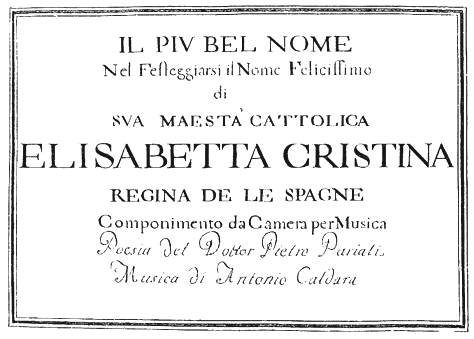
Antonio Caldara – Il più bel nome – Titelseite des Librettos

- 02. August: Uraufführung der Serenata (Originalbezeichnung: „componimento da camera“) in zwei Teilen Il più bel nome von Antonio Caldara auf das Libretto von Pietro Pariati in der Llotja de Mar in Barcelona. Caldara hatte sie anlässlich der Hochzeit des Erzherzogs Karl von Österreich (später Kaiser Karl VI.) mit Elisabeth Christine von Braunschweig-Wolfenbüttel komponiert.
- 04. September: Die Uraufführung der Oper Amor tra nemici von Attilio Ariosti auf das Libretto von Pietro Antonio Bernardoni findet in Berlin statt.
- 04. November: Als Opernkomponist debütiert Nicola Antonio Porpora mit seiner Oper Agrippina auf das Libretto von N. Giuvo, die im königlichen Palast in Neapel uraufgeführt und am 9. November im Teatro San Bartolomeo wiederholt wird.
- 28. November: Die Operetta Bellerophon. Oder: Das in die Preußische Krone verwandelte Wagen-Gestirn von Christoph Graupner auf das Libretto von Barthold Feind nach Thomas Corneille, Bernard le Bovier de Fontenelle und Nicolas Boileau wird in Hamburg zur Hochzeit Friedrichs I. von Preußen mit Sophie Luise uraufgeführt (Musik verloren).

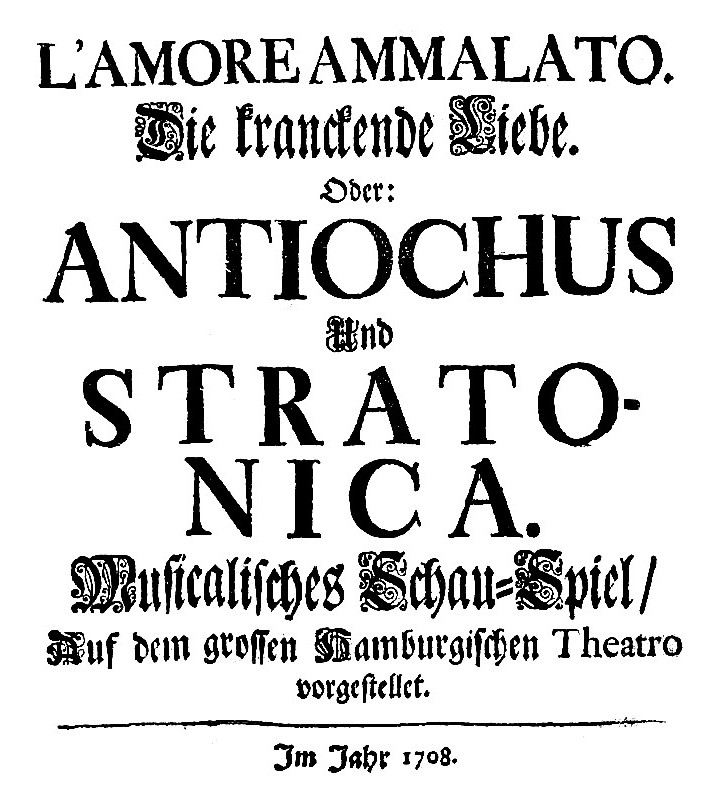
Christoph Graupner – Antiochus und Stratonica – Titelseite des Librettos

- Christoph Graupners musikalisches Schauspiel Antiochus und Stratonica auf ein Libretto von Barthold Feind nach Luca Assarini, Thomas Corneille und Talander wird am Theater am Gänsemarkt in Hamburg uraufgeführt. Die Sopranistin Margaretha Susanna Kayser debütiert in der Rolle der Mirtenia.
- Mit dem Singspiel Il Fido Amico, oder: Der getreue Freund Hercules und Theseus kommt eine weitere Oper von Christoph Graupner auf das Libretto von Bergmann in Hamburg erstmals auf die Bühne (Musik verloren).
- Tomaso Albinoni – Pimpinone
- Carlo Agostino Badia – Ercole, vincitore di Gerione (Wien)
- André Campra – Hippodamie
- Georg Friedrich Händel
  - Die verwandelte Daphne (Musik verloren)
  - Der beglückte Florindo, (Musik verloren)
- Marc’Antonio Ziani – Le regine di Macedonia

##### Oratorium
- Georg Friedrich Händel – La Resurrezione

##### Weitere Bühnenwerke
- Georg Friedrich Händel – Aci, Galatea e Polifemo

### Instrumentalmusik

#### Kammermusik
- Tomaso Albinoni – Sonate da chiesa, op. 4 (auch als Pseudo-op. 4 bezeichnet), Amsterdam
- Johann Mattheson – XII Sonates à 2-3 flutes sans basse, Amsterdam
- Johann Christoph Pepusch – 6 Solos for the Flute with a thorough Bass for the Bassoon, Bass-Flute or Harpsicord, op. 2 (London, 1709)

### Tastenmusik

#### Orgel
- Johann Sebastian Bach – Toccata, Adagio und Fuge in C-Dur (BWV 564)

### Vokalmusik

#### Geistlich
- Johann Sebastian Bach
  - Kantate Gott ist mein König (BWV 71)
  - Kantate Gottes Zeit ist die allerbeste Zeit (BWV 106)
  - Kantate Lobe den Herrn, meine Seele (BWV 143)
  - Kantate Der Herr denket an uns (BWV 196)
- Élisabeth Jacquet de La Guerre – Cantates françoises sur des sujets tirez de l’Ecriture, livre I (Paris, 1708), darin:
  - Esther
  - Le passage de la Mer rouge
  - Jacob et Rachel
  - Jonas
  - Suzanne et les vieillards
  - Judith

#### Weltlich
- André Campra – Trois livres de cantates

### Anderes
- John Baptist Walsh – Lyra Davidica
- Isaac Watts – Hymns and Spiritual Songs

### Instrumentenbau
- Antonio Stradivari baut die Violinen Burstein, Bagshawe, Huggins, Regent, Ruby und Strauss sowie die heute zur Sammlung des Musée de la musique in Paris gehörenden Violinen Tua und Davidoff.
- Arp Schnitger stellt die Orgel in St. Pankratius in Hamburg-Ochsenwerder, in der St.-Nikolai-Kirche in Berlin und in der Kirche des St. Georgshospitals in Hamburg-St. Georg fertig.
- Gottfried Silbermann und Andreas Silbermann stellen die Orgel in der Neue Kirche (Temple Neuf) in Straßburg fertig.

## Geboren

### Geburtsdatum gesichert
- vermutlich 25. Januar: William Hayes, englischer Organist und Komponist († 1777)
- 03. Februar: Johann Michael Hartung, deutscher Orgelbaumeister († 1763)
- 09. Februar: Egidio Duni, italienischer Opernkomponist († 1775)
- 18. Februar: Václav Jan Kopřiva, tschechischer Organist, Kantor, Komponist und Musikpädagoge († 1789)
- 25. Februar: Felix Benda, böhmischer Komponist († 1768)
- 06. April (getauft): Georg Reutter der Jüngere, österreichischer Komponist († 1772)
- 05. Mai: Johann Adolf Scheibe, deutsch-dänischer Komponist († 1776)
- 19. Juni: Johann Gottlieb Janitsch, deutscher Komponist († 1763)

### Genaues Geburtsdatum unbekannt
- Jean-Nicolas Lambert, französischer Lauten- und Geigenbauer († 1759)
- Anne-Jeanne Cassanéa de Mondonville, französische Cembalistin († 1780)
- Matthäus Claunigk, deutscher Orgelbauer († 1781)

### Geboren vor 1708
- Johann Michael Kändtel, deutscher Orgelbauer († nach 1741)

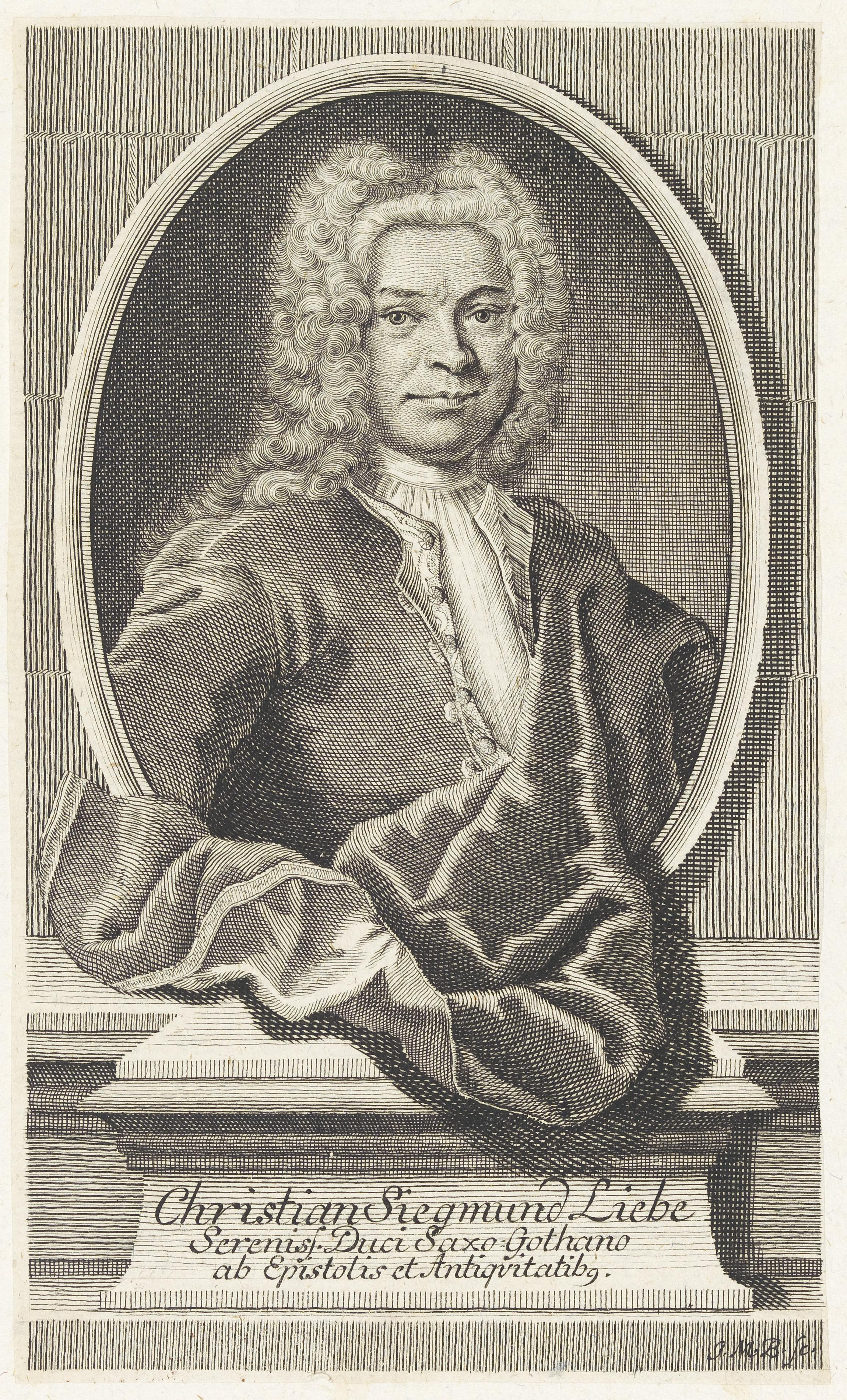
Christian Siegmund Liebe; † 3. September

### Geboren um 1708
- Nikolaus Rummel d. Ä., altösterreichischer Orgelbauer († 1794)

## Gestorben

### Todesdatum gesichert
- vor dem 13. Mai: Giovanni Battista Draghi, italienischer Organist, Cembalist und Komponist (* um 1640)
- 26. Mai: Johann Burckard Rosler, deutscher Verwaltungsjurist und evangelischer Kirchenlieddichter (* 1643)
- 04. August: Vincenzo de Grandis, italienischer Kapellmeister und Komponist (* 1631)
- 03. September: Christian Liebe, deutscher Komponist und Organist (* 1654)

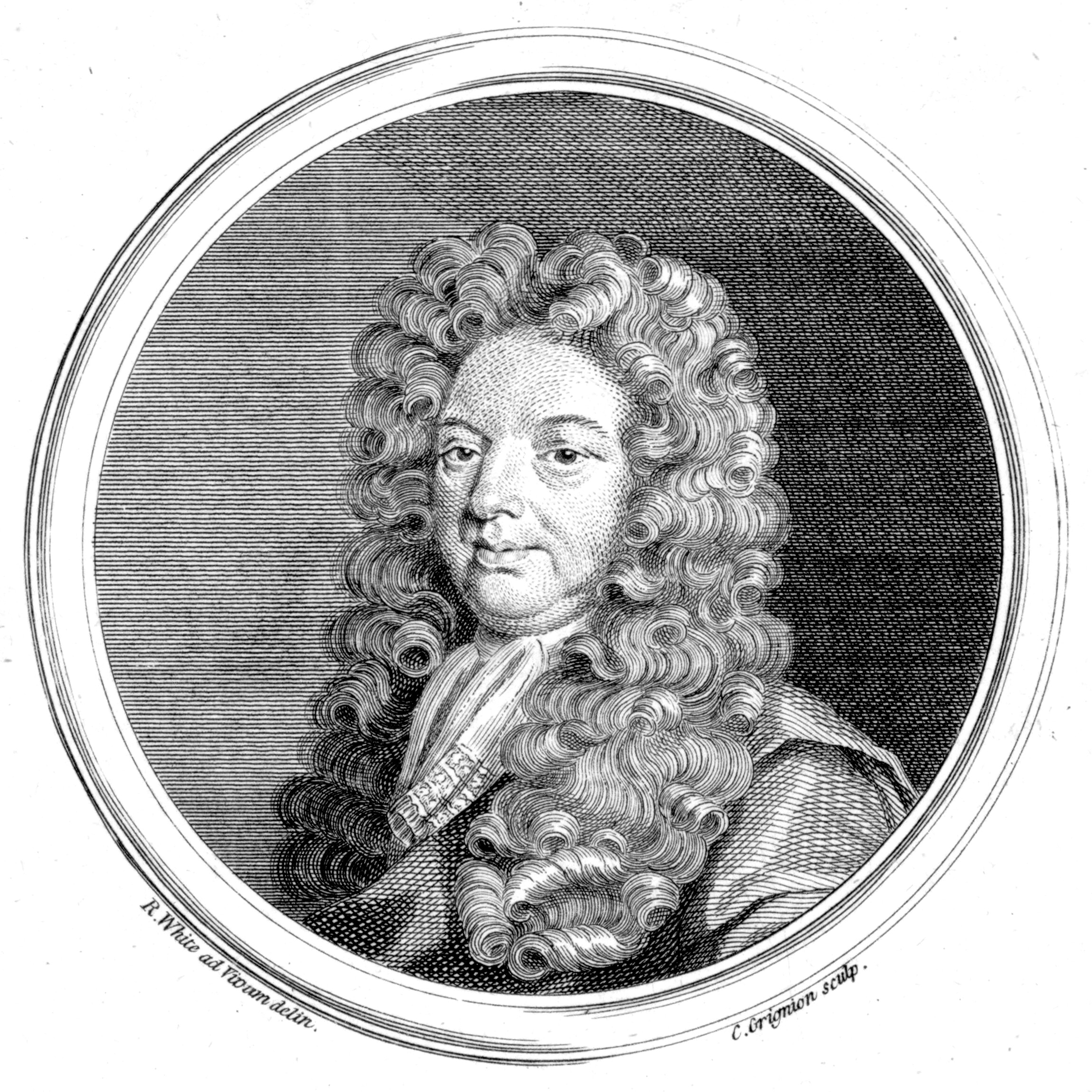
John Blow; † 1. Oktober

- 01. Oktober: John Blow, englischer Komponist (* 1649)

### Genaues Todesdatum unbekannt
- Johann Anton Coberg, deutscher Komponist, Organist und Cembalist (* 1650)
- Tomás Pereira, portugiesischer jesuitischer China-Missionar und Musiklehrer (* 1645)